# رودولفو غونزاليس
رودولفو غونزاليس (بالإسبانية: Rodolfo González) مواليد 14 مايو 1986 في كاراكاس، هو سائق فورملا 1 فنزويلي.

## سباقات شارك فيها
- لو مان 24 ساعة
- بطولة فورمولا 3 البريطانية
- سلسلة إندي كار
- إنديانابوليس 500

## روابط خارجية
- رودولفو غونزاليس على موقع DriverDB.com (الإنجليزية)